# Trois Jours de Flandre-Occidentale
Les Trois Jours de Flandre-Occidentale (en néerlandais : Driedaagse van West-Vlaanderen) sont une course cycliste par étapes belge disputée dans la province de Flandre-Occidentale entre 1945 et 2016.
Cette compétition a été créée en 1945 sous le nom de Circuit des Ardennes flamandes - Ichtegem (Omloop der Vlaamse Ardennen - Ichtegem). Elle s'est ensuite appelée Deux Jours des Éperons d'or (Guldensporentweedaagse) de 1999 à 2002. À partir de 1999, le Circuit des Ardennes flamandes constitue la dernière étape de l'épreuve.
En 2003, la course est renommée les Trois Jours de Flandre-Occidentale (Driedaagse van West-Vlaanderen). Les Trois Jours de Flandre-Occidentale sont alors composés de trois étapes. La première part du centre de Courtrai pour arriver à Bellegem, en passant par le Tiegemberg. La seconde emprunte un parcours plat au nord de la province, de Torhout à Handzame, via Bruges. Enfin la dernière étape part et arrive à Ichtegem, en parcourant les monts des Flandres dont le mont Kemmel, point culminant de la province.
En mai 2016, il est annoncé qu'à partir de 2017, l'épreuve devient une course d'un jour sous le nom d'À travers la Flandre-Occidentale (Dwars door West-Vlaanderen). Elle est classée comme un événement 1.1 au sein de l'UCI Europe Tour, avec l'objectif de devenir un événement 1.HC par la suite.

## Palmarès

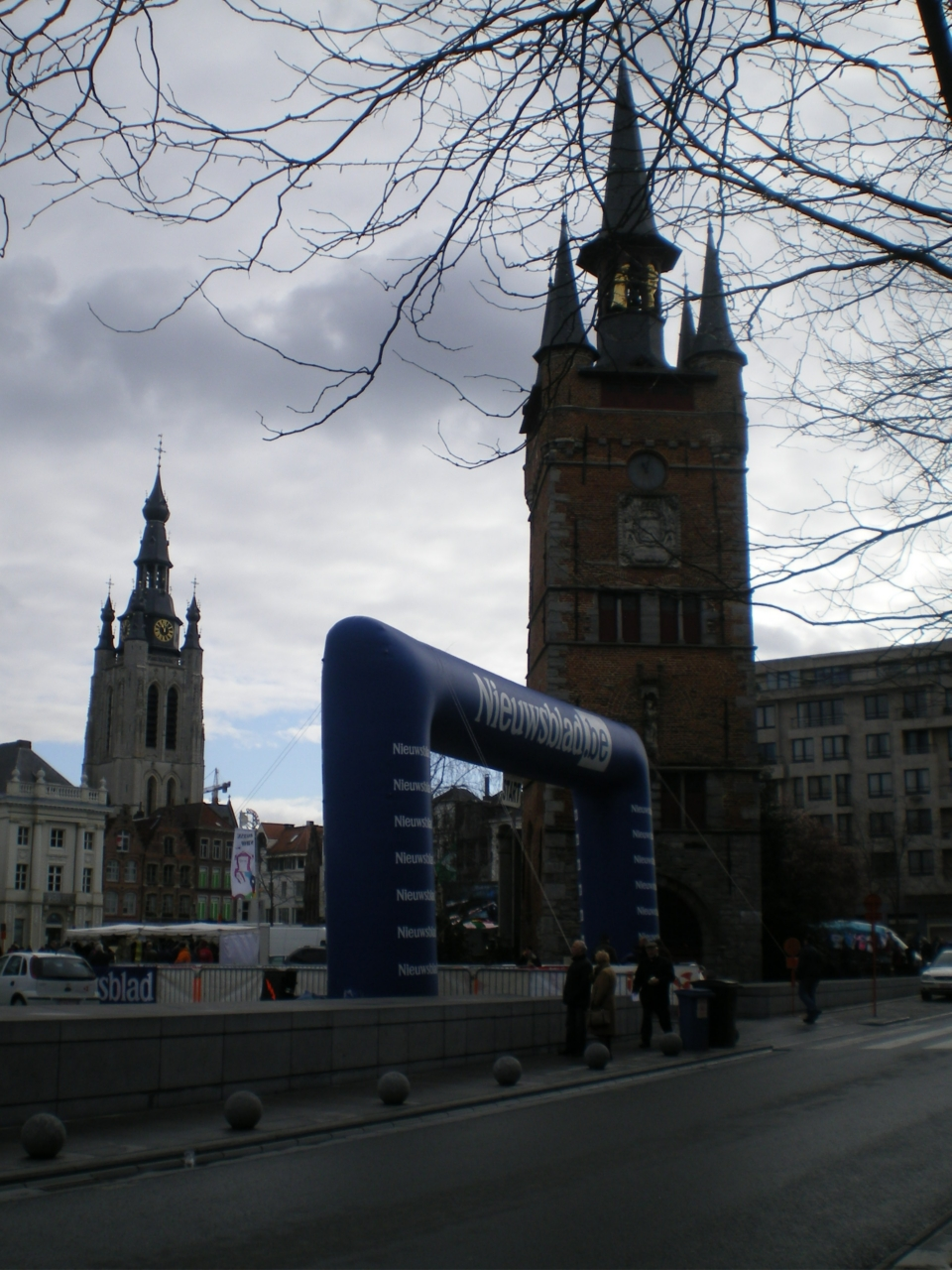
Départ des Trois Jours à Courtrai en 2008.

| Année                                                      | Vainqueur,                           | Deuxième                             | Troisième                            |                                      |
| ---------------------------------------------------------- | ------------------------------------ | ------------------------------------ | ------------------------------------ | ------------------------------------ |
| Circuit des Ardennes flamandes – Ichtegem (de 1945 à 1998) |                                      |                                      |                                      |                                      |
| 1945                                                       | Marcel Kint                          | Prosper Depredomme                   | Maurice Desimpelaere                 |                                      |
| 1946                                                       | Joseph Somers                        | Albert Decin                         | Achiel Buysse                        |                                      |
| 1947                                                       | Michel Remue                         | Albert Anutchin                      | André Maelbrancke                    |                                      |
| 1948                                                       | Raymond Impanis                      | Stan Ockers                          | François De Donder                   |                                      |
| 1949                                                       | Norbert Callens                      | René (Flander) Janssens              | André Maelbrancke                    |                                      |
| 1950                                                       | Arseen Ryckaert                      | Marcel Dierkens                      | Gilbert Caupain                      |                                      |
| 1951                                                       | Valère Ollivier                      | Jozef Van Staeyen                    | Lucien Mathys (nl)                   |                                      |
| 1952                                                       | Kwik Van Kerckhove                   | Karel De Baere                       | Gerard Buyl (nl)                     |                                      |
| 1953                                                       | Marcel Dierkens                      | Roger Decock                         | André Maelbrancke                    |                                      |
| 1954                                                       | Maurice Blomme                       | Arthur Mommerency                    | Hilaire Couvreur                     |                                      |
| 1955                                                       | René Mertens                         | Buddy-Camilius Demunster             | Lucien Mathys (nl)                   |                                      |
| 1956                                                       | Frans Van Looveren                   | Arthur Mommerency                    | Willy Truye                          |                                      |
| 1957                                                       | Noël Foré                            | André Messelis                       | Lucien Mathys (nl)                   |                                      |
| 1958                                                       | Cyriel Vanbossel                     | Gabriel Borra                        | Willy Truye                          |                                      |
| 1959                                                       | Daniel Denys                         | Arthur Decabooter                    | Richard Durlacher                    |                                      |
| 1960                                                       | Florent Vanpollaert                  | Bas Maliepaard                       | Kamiel Lamote                        |                                      |
| 1961                                                       | Gabriel Borra                        | Kamiel Buysse                        | Lucien De Munster                    |                                      |
| 1962                                                       | Gustaaf Van Vaerenbergh              | Piet Rentmeester                     | Georges Decraeye                     |                                      |
| 1963                                                       | Gustaaf De Smet                      | Armand Desmet                        | René Van Meenen                      |                                      |
| 1964                                                       | Lucien Gaelens                       | Gilbert Maes                         | René Van Meenen                      |                                      |
| 1965                                                       | Bernard Van De Kerckhove             | André Messelis                       | Benoni Beheyt                        |                                      |
| 1966                                                       | Noël Van Clooster                    | Guido Reybrouck                      | Norbert Kerckhove                    |                                      |
| 1967                                                       | Gustaaf De Smet                      | Theo Mertens                         | André Planckaert                     |                                      |
| 1968                                                       | Willy Van Neste                      | Roger Rosiers                        | Romain De Loof                       |                                      |
| 1969                                                       | Eric De Vlaeminck                    | Wim Dubois                           | Joseph Mathy                         |                                      |
| 1970                                                       | Annulé pour cause de chutes de neige | Annulé pour cause de chutes de neige | Annulé pour cause de chutes de neige | Annulé pour cause de chutes de neige |
| 1971                                                       | Eric Leman                           | André Dierickx                       | Roger Rosiers                        |                                      |
| 1972                                                       | Tino Tabak                           | Aimé Delaere                         | Noël Vantyghem                       |                                      |
| 1973                                                       | Frans Verbeeck                       | Freddy Maertens                      | Jean-Pierre Berckmans                |                                      |
| 1974                                                       | Patrick Sercu                        | Walter Planckaert                    | Raymond Steegmans                    |                                      |
| 1975                                                       | Patrick Sercu                        | Frans Verbeeck                       | Rik Van Linden                       |                                      |
| 1976                                                       | Christian De Buysschere (ca)         | Marcel Van der Slagmolen             | Carlos Cuyle                         |                                      |
| 1977                                                       | Herman Beysens                       | Walter Naegels                       | Eric De Vlaeminck                    |                                      |
| 1978                                                       | Leo Van Thielen                      | Rudy Pevenage                        | Fons van Katwijk                     |                                      |
| 1979                                                       | Piet van Katwijk                     | Eddy Vanhaerens                      | Hans-Peter Jakst                     |                                      |
| 1980                                                       | Johan Wellens                        | Daniel Gisiger                       | Ronny Van de Vijver                  |                                      |
| 1981                                                       | Ferdi Van Den Haute                  | Jan Bogaert                          | Bert Oosterbosch                     |                                      |
| 1982                                                       | Dirk Heirweg                         | Alain De Roo                         | Marc Madiot                          |                                      |
| 1983                                                       | Ludo Peeters                         | Johan van der Velde                  | Adri Schipper                        |                                      |
| 1984                                                       | William Tackaert                     | Alain De Roo                         | Dirk Durant                          |                                      |
| 1985                                                       | Hans Daams                           | Erik Stevens                         | Herman Frison                        |                                      |
| 1986                                                       | Jozef Lieckens                       | Frank Verleyen                       | Carlo Bomans                         |                                      |
| 1987                                                       | Franky Van Oyen (nl)                 | Hendrik Redant                       | Patrick Onnockx                      |                                      |
| 1988                                                       | Michel Cornelisse                    | Rob Kleinsman                        | Frank Pirard                         |                                      |
| 1989                                                       | Luc Colijn                           | Dean Woods                           | Ronny Vlassaks                       |                                      |
| 1990                                                       | Dirk Demol                           | Peter Pieters                        | Patrick Deneut                       |                                      |
| 1991                                                       | Hendrik Redant                       | Edwig Van Hooydonck                  | Frank Van Den Abeele                 |                                      |
| 1992                                                       | Nico Verhoeven                       | Edwig Van Hooydonck                  | Jans Koerts                          |                                      |
| 1993                                                       | Niko Eeckhout                        | Michel Cornelisse                    | Hans De Meester                      |                                      |
| 1994                                                       | Bo Hamburger                         | Léon van Bon                         | Philip De Baets                      |                                      |
| 1995                                                       | Johan Museeuw                        | Frank Høj                            | Robbie Vandaele                      |                                      |
| 1996                                                       | Wilfried Peeters                     | Johan Museeuw                        | Hendrik Redant                       |                                      |
| 1997                                                       | Léon van Bon                         | Erik Dekker                          | Tom Desmet                           |                                      |
| 1998                                                       | Jesper Skibby                        | Lars Michaelsen                      | Hans De Meester                      |                                      |
| Deux Jours des Éperons d'or (de 1999 à 2002)               |                                      |                                      |                                      |                                      |
| 1999                                                       | Wilfried Peeters                     | Michael Steen Nielsen                | Steven de Jongh                      |                                      |
| 2000                                                       | Servais Knaven                       | Lars Michaelsen                      | Jacob Moe Rasmussen                  |                                      |
| 2001                                                       | Erik Dekker                          | Michael Boogerd                      | Steven de Jongh                      |                                      |
| 2002                                                       | Erik Dekker                          | Steven Van Malderghem                | Olaf Pollack                         |                                      |
| Trois Jours de Flandre-Occidentale                         |                                      |                                      |                                      |                                      |
| 2003                                                       | Jaan Kirsipuu                        | Jimmy Casper                         | Lauri Aus                            |                                      |
| 2004                                                       | Robert Bartko                        | Jaan Kirsipuu                        | Kurt Asle Arvesen                    |                                      |
| 2005                                                       | Annulé pour cause de chutes de neige | Annulé pour cause de chutes de neige | Annulé pour cause de chutes de neige | Annulé pour cause de chutes de neige |
| 2006                                                       | Niko Eeckhout                        | Robbie McEwen                        | Matti Breschel                       |                                      |
| 2007                                                       | Jimmy Casper                         | Wouter Weylandt                      | Stefan van Dijk                      |                                      |
| 2008                                                       | Bobbie Traksel                       | Niko Eeckhout                        | Sergueï Ivanov                       |                                      |
| 2009                                                       | Johnny Hoogerland                    | Kevyn Ista                           | Jens Mouris                          |                                      |
| 2010                                                       | Jens Keukeleire                      | Kris Boeckmans                       | Bobbie Traksel                       |                                      |
| 2011                                                       | Jesse Sergent                        | Sébastien Rosseler                   | Michał Kwiatkowski                   |                                      |
| 2012                                                       | Julien Vermote                       | Jesse Sergent                        | Mikhail Ignatiev                     |                                      |
| 2013                                                       | Kristof Vandewalle                   | Tobias Ludvigsson                    | Niki Terpstra                        |                                      |
| 2014                                                       | Gert Jõeäär                          | Guillaume Van Keirsbulck             | Johan Le Bon                         |                                      |
| 2015                                                       | Yves Lampaert                        | Anton Vorobyev                       | Jesse Sergent                        |                                      |
| 2016                                                       | Sean De Bie                          | Łukasz Wiśniowski                    | Nils Politt                          |                                      |